# Balássy Gyula
Balássy Gyula (Olthévíz, 1912. szeptember 27. – Dombóvár, 1978. április 16.) magyar fafaragó, népművész, mérnök.

## Családja
Balássy Gyula szülei tanítók voltak.

## Életrajz
Mérnök végzettséget szerzett, azonban élethivatásának a fafaragást választott. Első munkái kopjafák voltak. 1960-ban népi iparművész lett. 1964-ben Népművészet Mestere díjban részesült.

## Díjak
- Népművészet Mestere díj (1964)

## Ajánlott irodalom
- Csontos László: Akiknek ezeréves múltunkat köszönhetjük: Magyarország neves halottainak névjegyzéke és temetkezési helyei. (magyarul) Budapest: Római Kiadó és Nyomdaipari Bt. 2001.   248. o. ISBN 9634406815
- Balázs Kovács Sándor – Deli Erzsébet: Kézművesek, népi iparművészek Tolna megyében. (magyarul) Szekszárd: Wosinsky Mór Múzeum. 1999.   207. o. ISBN 9637209166